# Kiekindemark
Kiekindemark ist ein Ortsteil der Stadt Parchim im Südwesten Mecklenburg-Vorpommerns.

## Geografie

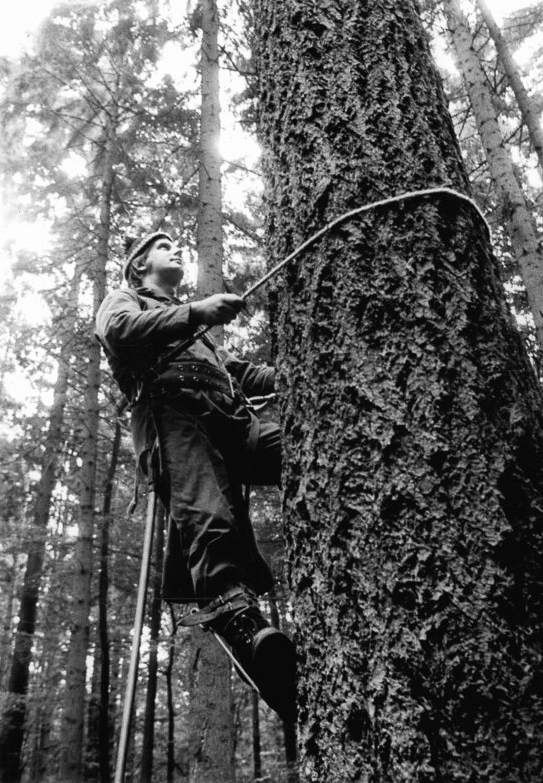
Douglasienzapfenernte im Forstrevier Kiekindemark (1986)

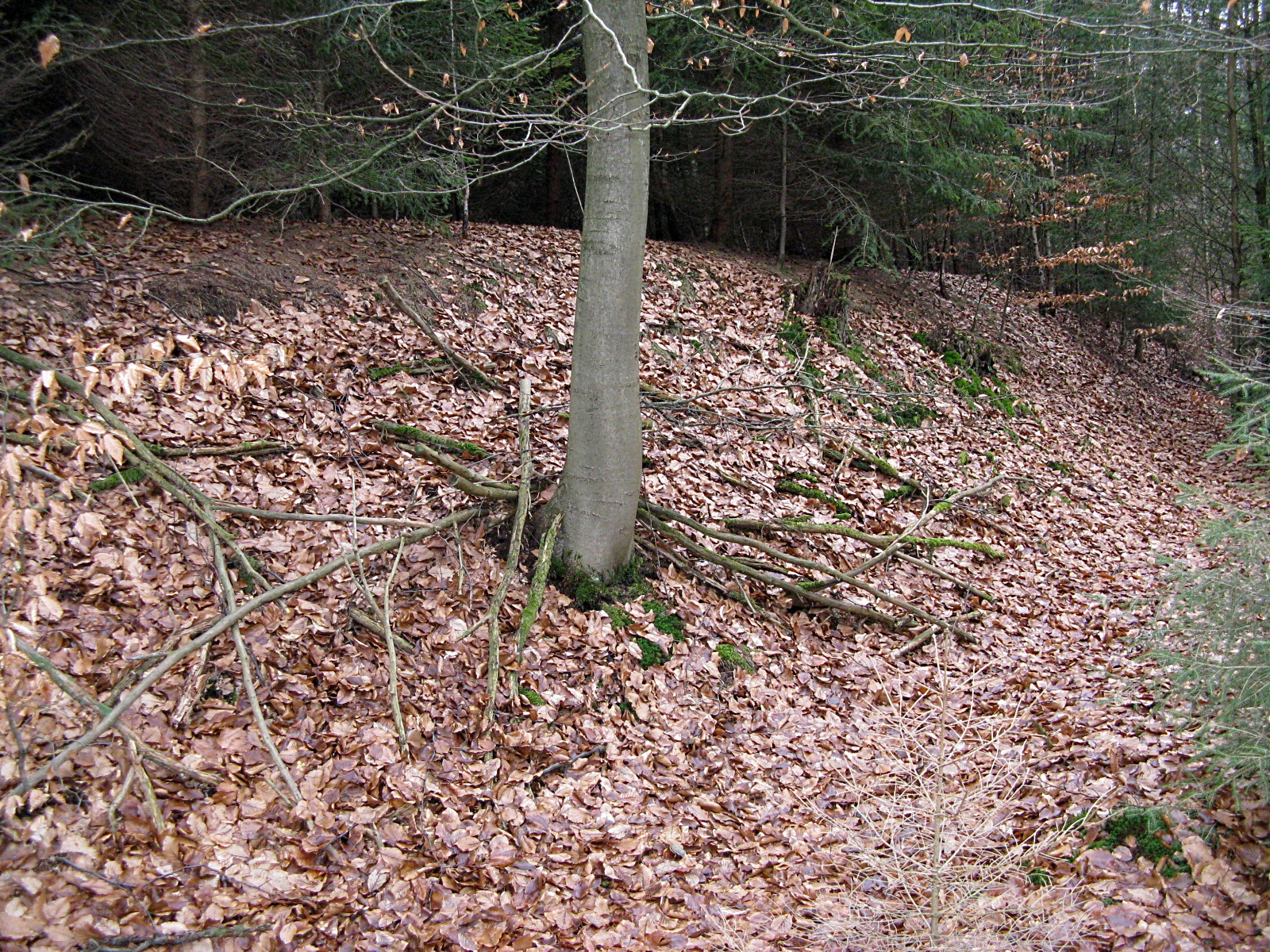
Erdwall der Parchimer Landwehr aus dem 14. Jahrhundert

Der Ort liegt im Südwesten des Parchimer Stadtgebiets an der Gemeindegrenze zu Spornitz auf einer saaleeiszeitlichen Hochfläche, die aus dem Sander der Weichseleiszeit herausragt und ist umgeben von Erhebungen wie etwa dem Langen Berg (125 m ü. NHN) im Westen, dem Maiblumenberg (116,4 m) im Osten und dem Großen Fuchsberg (108,4 m) im Südosten. Die Ortsmitte liegt etwa 100 Meter über dem Meeresspiegel. Bis auf eine landwirtschaftlich genutzte Fläche im Norden ist Kiekindemark von Wäldern umgeben, in denen unter anderem größere Bestände an Douglasien wachsen. Östlich grenzt das seit 1957 bestehende und 116 Hektar große Naturschutzgebiet Sonnenberg an.

## Geschichte
Ursprung des Ortes ist ein wahrscheinlich im 14. Jahrhundert errichteter Wartturm im Süden der Parchimer Feldmark. Aus dieser Zeit stammen auch die Wallanlagen der Parchimer Landwehr. Das hoch gelegene Gebiet eignete sich als Beobachtungsposten, um die Mark beispielsweise vor Raubrittern zu schützen. Auch die Wahl des Ortsnamens Kiekindemark (niederdeutsch für Guck in die Mark) ist darauf zurückzuführen. Anhand einer Zeichnung aus der Zeit um 1600 wird vermutet, dass es sich bei dem Turm um einen Fachwerkbau mit Kegeldach und massivem Unterbau handelte. 1931 wurde das Feldsteinfundament zeitweise freigelegt.
Einem von der Stadt errichteten Bauernhof in der Nähe des Turms wurden Felder zugeteilt, die früheren, untergegangenen Dörfern gehörten. Da die Landesherren Schäden durch weidendes Vieh in ihrem Jagdgebiet fürchteten, war der Hof über längere Zeit Anlass für Streitigkeiten zwischen dem Amt Neustadt und der Stadt Parchim.
Kiekindemark wurde im Februar 1922 nach Parchim eingemeindet.
Das Gutshaus in Kiekindemark, ein eingeschossiger Putzbau, wurde 1997 abgerissen. Auf dessen Fundament mit Gewölbekeller wurde 1999 ein Neubau errichtet.

## Sehenswürdigkeiten

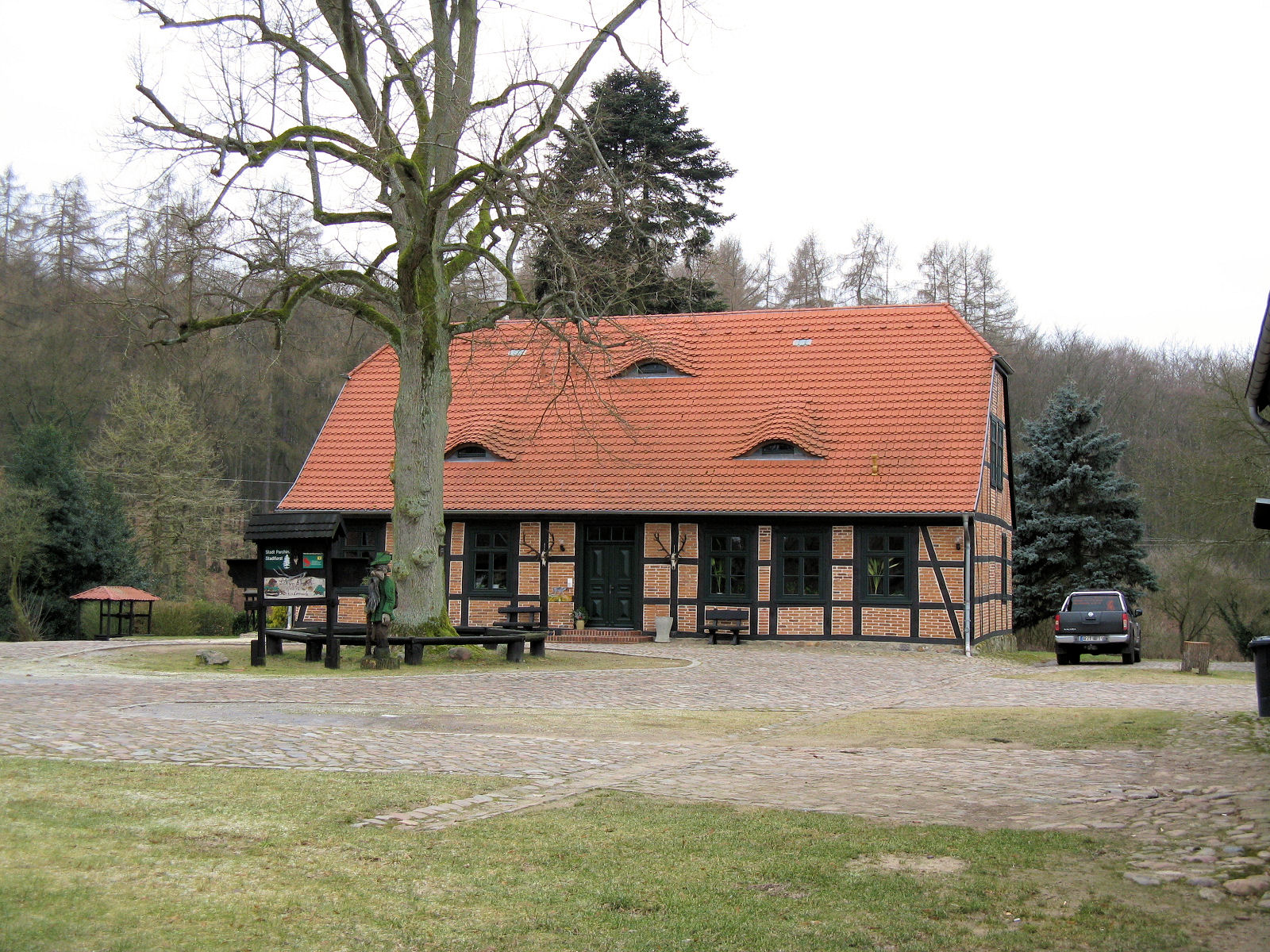
Forsthof

Der Forsthof mit den denkmalgeschützten Einzelobjekten Forsthaus, Stallscheune, Scheune und Mauer ist Sitz der Stadtforstverwaltung. und wurde 1996 restauriert. Westlich und südöstlich der Ortslage befinden sich Reste der durch menschlichen Eingriff im 14. Jahrhundert entstandenen Erdwälle der Parchimer Landwehr, einem ehemaligen Grenzsicherungsring der Stadt Parchim. Im örtlichen Schaugarten wird unter anderem das Ziel verfolgt, die Bäume des Jahres anzupflanzen, so etwa im Jahr 2008 einen Walnussbaum. Nordwestlich von Kiekindemark befindet sich ein denkmalgeschützter Grenzstein.
Siehe auch Liste der Baudenkmale in Parchim (Außenbereiche)#Kiekindemark

## Söhne und Töchter des Ortes
- Friedrich Hildebrandt (1898–1948), Politiker (NSDAP), Gauleiter, 1934 bis 1945 Reichsstatthalter von Mecklenburg, SS-Obergruppenführer – Kriegsverbrecher.